# WAY-317,538
WAY-317,538 (SEN-12333) je lek koji deluje kao potentan i selektivan pun agonist za α7 podtip neuronskih nikotinskih acetilholinskih receptora. On nije najpotentnije jedinjenje u seriji, ali je odabran za dalji razvoj zbog visoke selektivnosti u odnosu na srodne receptore, lakoće sinteze, i dobrih in vivo svojstava, uključujući visoku oralnu biodostupnost i dobru moždanu penetraciju. On ima nootropna i neuroprotektivna svojstva u životinjskim studijama, i izučava se kao potencijalni tretman za neurodegenerativna i neurokognitiva oboljenja uključujući Alchajmerovu bolest i šizofreniju.